# Tor Sverne
Tor Eric Sverne, född 7 juli 1925 i Stockholm, död där den 25 juni 1999, var en svensk jurist som bland annat drev frågor om barns rättigheter. Han var son till Eric Sverne.
Tor Sverne avlade juris kandidatexamen vid Stockholms högskola 1950, genomförde tingstjänstgöring 1950–1953 och blev fiskal i Svea hovrätt 1954. Han var tingssekreterare 1955–1958 och blev assessor i Svea hovrätt 1960. Han var tillförordnad lagbyråchef vid Socialstyrelsen 1960–1962.
Sverne blev tingsdomare i Gotlands domsaga 1962, biträdande häradshövding 1963, rådman 1971 och var lagman i Gotlands tingsrätt 1972-1979. Han var justitieråd åren 1979–1980, justitieombudsman med ansvar för sociala frågor 1980–1987, ordförande för Hälso- och sjukvårdens ansvarsnämnd 1988-1985 samt för Gentekniknämnden 1994-1997. 
Sverne deltog i många nationella och internationella konferenser samt ledde ett stort antal statliga utredningar, bland annat den utredning som ledde till det svenska agaförbudet och Det ofödda barnets rätt. Han skrev en mängd böcker om juridik bland annat för yrkesutövare inom socialtjänst och hälso- och sjukvård.

## Utmärkelser
- Riddare av Nordstjärneorden, 1965.[1]
- Kommendör av Nordstjärneorden, 3 december 1974.[2]